# 佐藤由美子 (美容家)
佐藤 由美子（さとう ゆみこ、1969年6月19日 - ）は、日本のトレーナー、モデル。千葉県出身。
サントリーセサミンの広告では、20代と並んでも負けないボディを披露。奇跡の美ボディ、奇跡の51歳といわれている。

## 人物
日本大学芸術学部放送学科アナウンスコース卒業。大学在籍中より、美と健康のため様々なフィットネスを経験。ジャズダンス、ラテンダンス、バレエ、ヒップホップ等ダンス歴は25年以上。大手フィットネススタジオでのインストラクターを経て、ワークショップ、セミナーなどを開催。レッスンには日本全国から生徒が集まり、この4年で述べ37,000人の指導にあたる。
現在は美骨格スペシャリストとしてセルフケアをオンラインで指導している。

## 出演

### Web CM
サントリーセサミン出演中　2019年8月〜

### テレビ
- 今夜はナゾトレ（フジテレビ）

ショップチャンネル
月刊MSAドコかde談話　第31話　ゲスト出演

### ラジオ
FMサルース「Afternoon SALUS」　ゲスト出演

### 雑誌
- GLOW
- 美ST
- STORY
- HERS、
- クロワッサン

### web
- アントレスタイルマガジン
- 小学館 DIETポストセブン

### イベント
- 銀座三越トークイベント
- 新宿高島屋トークイベント
- Lululemone、
- 東急ホテル　イベントレッスン

## 書籍
『キュッと細見せ！　魔法の美脚ストッキングつき　マイナス10歳ボディをつくるフェミトレ』主婦の友インフォス　2019年4月　ISBN 978-4-07-436766-5